# Otso Virtanen
Otso Virtanen (* 3. April 1994 in Turku) ist ein finnischer Fußballtorhüter.

## Karriere

### Verein
Otso Virtanen, der in Turku geboren wurde, begann seine Karriere in seiner Heimatstadt bei Åbo IFK. Im Mai 2011 debütierte er für den Verein in der Kakkonen, der dritthöchsten Spielklasse im finnischen Fußball. Nach einem weiteren Einsatz wechselte Virtanen zu Turku PS. Dort absolvierte er am 11. September 2011 sein Debüt in der Veikkausliiga gegen Vaasan PS. Nachdem Henrik Moisander die Rote Karte gesehen hatte, wurde er für den Feldspieler Santeri Mäkinen eingewechselt. Im Jahr 2012 spielte Virtanen wieder bei Åbo IFK für den er achtzehnmal im Tor stand. Ab dem Jahr 2013 spielte er beim finnischen Erstligisten IFK Mariehamn. In drei Spielzeiten absolvierte er dabei 65 Ligaspiele. Im Jahr 2015 gewann er mit dem Verein den Landespokal im Finale gegen Inter Turku. Am Saisonende 2015 wechselte der 21-jährige Virtanen zu Hibernian Edinburgh nach Schottland. Mit den Hibs gewann er 2016 den schottischen Pokal im Finale gegen die Glasgow Rangers und verlor das Endspiel im Ligapokal. Im Januar 2017 wechselte er zurück nach Finnland zu Kuopion PS.

### Nationalmannschaft

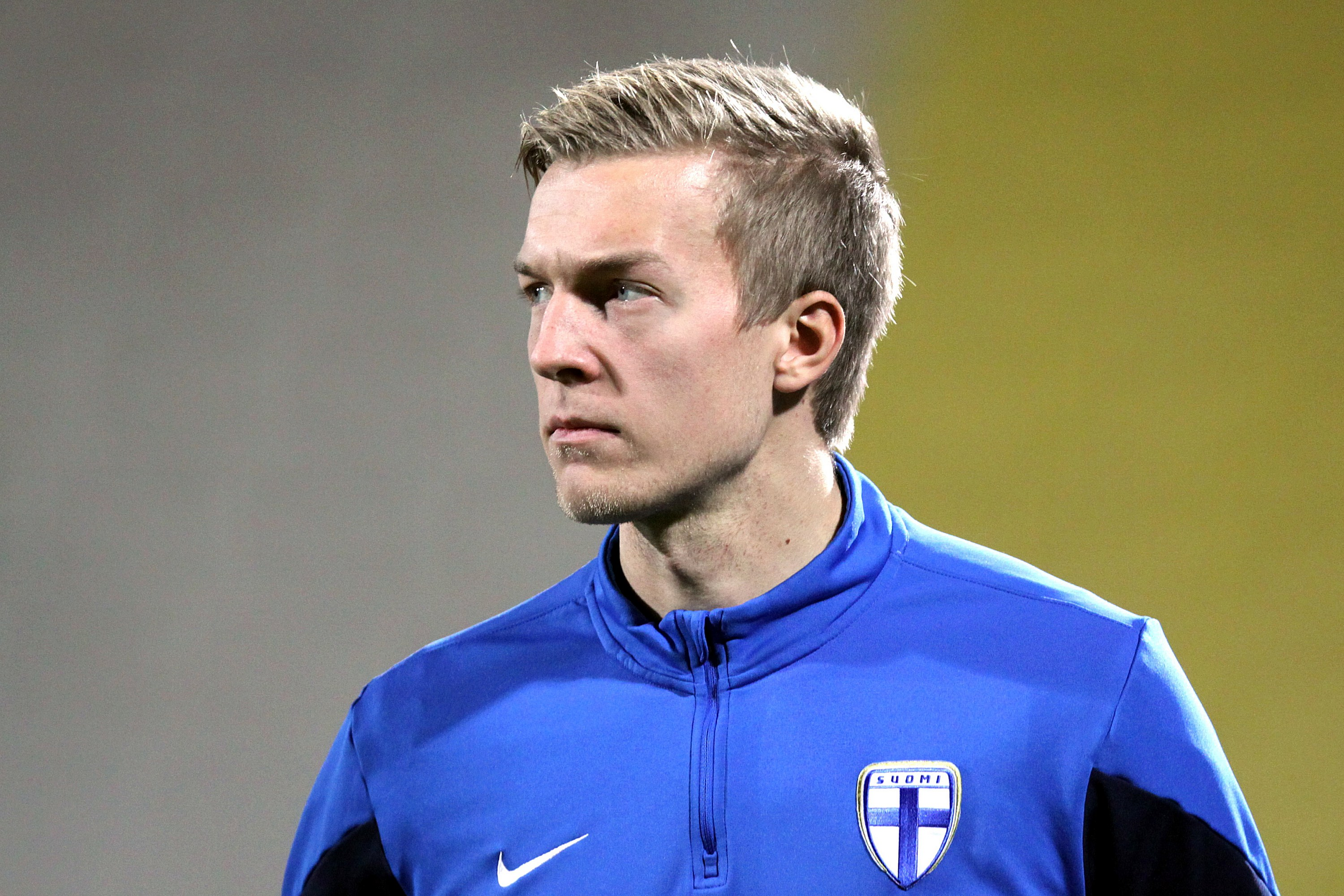
Virtanen in der finnischen U-21 im Jahr 2015

Otso Virtanen spielte in der U-19 und U-20 von Finnland, bevor er am 9. September 2014 in der U-21 gegen San Marino debütierte. In dieser Altersklasse absolvierte er als Stammtorhüter alle zehn Spiele in der Qualifikation für die anstehende Europameisterschaft 2017 in Polen.

## Erfolge
- Finnischer Pokalsieger: 2015, 2021, 2022, 2023
- Schottischer Pokalsieger: 2016
- Finnischer Meister: 2019